# Arthur Bloch
Pour les articles homonymes, voir Arthur Bloch (écrivain) et Bloch.
Arthur Bloch (né en 1882 à Aarberg et mort le 16 avril 1942 à Payerne) est un riche marchand de bétail juif. Il est assassiné par un groupe d'habitants de Payerne sous l'influence du frontisme,.

## Assassins
Pour ce crime, le tribunal de Payerne condamna le 20 février 1943 Fernand Ischi, Robert Marmier et Fritz Joss à la prison à vie, Georges Vallotton (nommé « Georges Ballotte » dans le roman Un Juif pour l'exemple de Jacques Chessex) à 20 ans et Max Marmier à 15 ans.
L'instigateur du crime, l'ancien pasteur de l'Église nationale vaudoise et ancien membre de la Ligue vaudoise Philippe Lugrin, arrêté en 1945 par les Américains, est rapatrié et condamné en 1947 à 20 ans de réclusion pour instigation au meurtre.